# Неврология
Невроло́гия (от др.-греч. νεῦρον — нерв, и λόγος «учение, наука»; «наука о нервах») — группа медико-биологических научных дисциплин, которая изучает нервную систему как в норме, так и в патологии. Занимается вопросами возникновения заболеваний центральной и периферической частей нервной системы, а также изучает механизмы их развития, симптоматику и возможные способы диагностики, лечения и профилактики.
Специалист, получивший высшее медицинское образование и прошедший специализацию по неврологии, называется невролог.
Раздел клинической неврологии, изучающий нервные болезни, в СССР назывался невропатологией (от др.-греч. νεῦρον — нерв, др.-греч. παθος — болезнь и λόγος — наука).
С 1897 года проводятся международные конгрессы по неврологии. Координацию исследований по вопросам неврологии осуществляет Всемирная федерация неврологии (World Federation of Neurology).

## Описание
Неврология, как наука о структуре и функции нервной системы, основана на эволюционной теории и исследованиях физиологов конца XIX — начала XX века. В качестве клинической дисциплины, неврология изучает патологические изменения центральной и периферической, в том числе вегетативной нервной системы и заболевания мышц, а также нервно-мышечного сопряжения. Общая неврология – обширная, динамически развивающаяся клиническая область. Наряду с сердечно-сосудистыми заболеваниями неврологические расстройства представляют собой очень частую причину инвалидности людей старшего возраста (например, вследствие инсультов, кровоизлияний в мозг, болезни Паркинсона, старческого слабоумия). В неврологии можно выделить несколько специализированных направлений:
- Неврология детского возраста изучает нервную систему детей разных возрастных групп, вырабатывает методы нервно-психического развития детей, изучает причины задержек развития, а также заболевания нервной системы детей и способы их лечения[3]. Включает в себя Перинатальную неврологию, изучающую особенности развития нервной системы в раннем послеродовом периоде[3].
- Гередитарная неврология (от греч. heriditas наследственный) -  изучает наследственные болезни нервной системы[3].
- Отоневрология изучает сочетанные поражения нервной системы, органов слуха и вестибулярного аппарата[3].
- Офтальмоневрология — изучает поражения нервной системы и органа зрения[3].
- Вегетология – область медицины, в компетенции которой лежит изучение, лечение и профилактика различных видов нарушений вегетативной нервной системы (ВНС). Она тесно связана с другими дисциплинами, потому что в природе не существует заболеваний, протекающих независимо от процессов внутренней регуляции. ВНС «отвечает» за организацию адаптационных механизмов, обеспечение постоянства внутреннего гомеостаза, рефлекторную саморегуляцию. Вегетативные нарушения сопровождают разные патологии – эндокринные нарушения, психические и невротические расстройства, органические болезни головного мозга и др[источник не указан 1876 дней].
- К «педагогической неврологии» относится область изучения особенностей нервной системы применительно к проблемам обучения детей, страдающих нарушениями слуха, двигательной сферы, слуха, речи, а также отстающих в умственном развитии[3].

Для диагностики патологии невролог собирает анамнез, проводит осмотр пациента и при необходимости использует иные диагностические процедуры. К дополнительным процедурам можно отнести электроэнцефалографию (ЭЭГ), электронейромиографию, нейровизуализацию головного мозга или спинного мозга с помощью магнитно-резонансной томографии (МРТ) или компьютерной томографии (КТ), а также люмбальную пункцию и обследование крови.
Во время неврологического осмотра невролог изучает историю болезни пациента, уделяя особое внимание неврологическим жалобам пациента.  Затем пациент проходит неврологическое обследование, во время которого устанавливается его психическое состояние, проверяется функция черепных нервов (включая зрение), силу, координация, рефлексы, чувствительность и походка.  Эта информация помогает неврологу определить наличие проблемы в нервной системе и клиническую локализацию.  Локализация патологии является ключевым процессом, с помощью которого неврологи проводят дифференциальную диагностику.  Могут потребоваться дополнительные тесты для подтверждения диагноза и, в конечном итоге, для определения терапии и соответствующего лечения.

## Неврологические симптомы и заболевания
Неврологические симптомы
- Акатизия
- Преходящая слепота (амавроз)
- Атаксия
- Атетоз
- Баллизм
- Блефароспазм
- Гемиплегия
- Дизметрия
- Миоклония
- Миокимия
- Миоритмия
- Гемифациальный спазм
- Синкинезия
- Нервный тик
- Паралич
- Парез
- Торсионная дистония
- Тортиколлис
- Тремор
- Фасцикуляция
- Фациобукколингвальная дистония
- Фибрилляция
- Хорея
- Хореоатетоз

Сосудистые заболевания
- Инсульт, Ишемический инсульт, Транзиторная ишемическая атака
- Внутримозговое кровоизлияние
- Субарахноидальное кровоизлияние
- Тромбоз синусов твёрдой мозговой оболочки
- Гипертоническая энцефалопатия
- Синдром церебральной гиперперфузии
- Posterior reversible encephalopathy syndrome (PRES)
- Преходящая слепота (амавроз)

Этиология церебральных сосудистых заболеваний
- Фибрилляция предсердий, Овальное окно (сердце), Эндокардит, Embolic stroke of undetermined source (ESUS), Атеросклероз, Диссекция внутренних сонных и позвоночных артерий, Фибромускулярная дисплазия, Болезнь моямоя, Церебральная микроангиопатия,

Опухоль головного мозга, Неоплазии (раковые заболевания)
- Глиома
- Глиобластома
- Эпендимома
- Астроцитома
- Невринома
- Нейрофиброма
- Менингиома
- Аденома гипофиза

Эпилепсия
- Эпилепсия
- Эпилептический статус

Синкопальные состояния
- Обморок

Нарушения сна
- Нарушения засыпания и поддержания сна (бессонница)
- Нарушения в виде повышенной сонливости (гиперсомния)
- Нарушения цикличности сна и бодрствования
- Апноэ во сне
- Нарколепсия и катаплексия
- Синдром Клейне — Левина

Головная боль
- Мигрень
- Мигрень без ауры (простая мигрень)
- Мигрень с аурой (классическая мигрень)
- Мигренозный статус
- Осложнённая мигрень
- Головная боль напряжённого типа
- Кластерные головные боли
- Гемикрания
- Синдром SUNCT (Short-lasting Unilateral Neuralgiform headache with Conjunctival injection and Tearing)

Лицевые невралгии
- Невралгия тройничного нерва
- Синдром Толоза–Хант (Ophthalmoplegia dolorosa)

Головокружение
- Доброкачественное позиционное пароксизмальное головокружение
- Вестибулярный нейронит
- Вестибулярная пароксизмия
- Болезнь Меньера

Инфекционные заболевания
- Бактериальный менингит
- Стафилококковый менингит
- Энцефалит, миелит и энцефаломиелит
- Острый диссеминированный энцефалит

Неинфекционные энцефалопатии
- Энцефалопатия

Аутоиммунные заболевания
- Рассеянный склероз
- Оптиконевромиелит (Болезнь Девика)
- Концентрический склероз Бало
- Узелковый полиартериит
- Полиартериит с поражением легких (Черджа-Стросса)
- Гранулёматоз Вегенера (гранулёматоз с полиангиитом)
- Синдром дуги аорты (Такаясу)
- Гигантоклеточный артериит с ревматической полимиалгией
- Гигантоклеточный артериит
- Ревматическая полимиалгия

Заболевания базальных ганглиев
- Болезнь Паркинсона
- Вторичный паркинсонизм, см. также Нейролептические экстрапирамидные расстройства
- Болезнь Галлервордена — Шпатца
- Прогрессирующая надъядерная офтальмоплегия (Стила-Ричардсона-Ольшевского)
- Стриатонигральная дегенерация
- Дистония, вызванная лекарственными средствами
- Идиопатическая семейная дистония
- Идиопатическая несемейная дистония
- Спастическая кривошея
- Тремор
- Эссенциальный тремор
- Миоклонус

Атаксии и системные атрофии
- Мультисистемная атрофия
- Болезнь Гентингтона
- Наследственная атаксия

Деменции
- Болезнь Альцгеймера
- Кортикобазальная дегенерация
- Болезнь Пика
- Деменция с тельцами Леви

Заболевания мотонейронов
- (Наследственная) Спастическая спинальная параплегия
- Детская спинальная мышечная атрофия I типа (Верднига-Гоффмана)
- Другие наследственные спинальные мышечные атрофии, в т. ч. II типа, III типа (Кугельберга-Веландера), формы взрослых.
- Боковой амиотрофический склероз, Первичный боковой склероз, Прогрессивная мышечная атрофия, Прогрессивный бульбарный паралич, Псевдобульбарный синдром

Травмы
- Отёк мозга

Метаболические заболевания и интоксикации
- Фуникулярный миелоз

Заболевания черепных нервов
- Синдром Горнера
- Паралич Белла

Заболевания периферической нервной системы
- Синдром запястного канала

(Поли-)Нейропатии
- Полинейропатия
- Диабетическая полинейропатия
- Синдром Гийена — Барре
- Синдром Миллера–Фишера
- Хроническая воспалительная демиелинизирующая полиневропатия (CIDP)
- Мультифокальная моторная нейропатия (MMN)

Миопатии
- Миодистрофия Дюшенна
- Миозит
- Полимиозит
- Дерматомиозит
- Миозит с включёнными тельцами
- Миотония
- Наследственная оптическая нейропатия Лебера

Болезни нервно-мышечного синапса
- Миастения
- Миастенический синдром Ламберта — Итона

Церебральный паралич и другие паралитические синдромы
- Детский церебральный паралич

Прочие неврологические заболевания неясной этиологии
- Транзиторная глобальная амнезия

## Журналы по неврологии
Исследования по неврологии освещают общемедицинские и специализированные журналы:
- на английском языке: «Journal of Nervous and Mental Diseases» (Balt., с 1874), «Brain» (L., с 1878), «Archives of Neurology and Psychiatry» (Chi., с 1919), «Neurology» (Minneapolis, с 1951), «Journal of the Neurological Sciences» (Amst., c 1964), «European Neurology» (Basel, c 1968),
- на французском языке: «Archives de neurologie» (P., с 1880, с 1910 — «Archives internationales de neurologie»), «Revue neurologique» (P., с 1893),
- на немецком языке: «Der Nervenarzt» (Berlin, с 1928), «Aktuelle Neurologie», «DGNeurologie (Berlin, с 2018)», «DNP (Der Neurologe & Psychiater)»,
- на русском языке проблемы неврологии систематически освещают «Неврологический вестник имени В. М. Бехтерева» (с 1893), «Журнал неврологии и психиатрии имени С. С. Корсакова» (с 1901), «Клиническая медицина» (с 1920), «Вопросы нейрохирургии» (с 1937), «Журнал высшей нервной деятельности имени И. П. Павлова» (с 1951), «Неврологический журнал» (с 1996) и др.[2]

## История неврологии в России
Развитие российской неврологии как самостоятельной клинической дисциплины насчитывает около 150 лет. Впервые в июле 1835 года на медицинском факультете Московского университета был выделен самостоятельный курс нервных болезней. До этого времени заболевания нервной системы входили в программу частной патологии и терапии. С 1835 по 1841 гг. курс нервных болезней читал профессор Г. И. Сокольский. В курс вошли такие заболевания нервной системы: энцефалит, менингит, арахноидит, миелит, невриты, невралгии и др. Затем проф. Г. И. Сокольский поручил чтение курса своему ученику и последователю В. И. Варвинскому. Преподавание велось преимущественно в виде лекций. Иногда на лекциях демонстрировались больные из госпитальной терапевтической клиники. В 1869 г. в Московском университете была организована первая кафедра нервных болезней. Её возглавил ученик профессора В. И. Варавинского А. Я. Кожевников (1836—1902). Базой клиники явилась Ново-Екатерининская больница, где было выделено 20 коек для лиц, страдающих заболеваниями нервной системы. В связи с недостаточностью коечного фонда открылось второе отделение на базе Старо-Екатерининской больницы, которое возглавил ученик А. Я. Кожевникова В. К. Рот (1848—1916). Затем по инициативе А. Я. Кожевникова на Девичьем поле была построена специальная клиника для лечения психических и нервных заболеваний. Её возглавил один из учеников А. Я. Кожевникова С. С. Корсаков (1854—1900).
Неврология укреплялась как самостоятельная дисциплина. А. Я. Кожевников воспитал плеяду талантливых учеников, вместе с которыми он создал московскую школу неврологов. Первый учебник по нервным болезням в России был написан А. Я. Кожевниковым в 1883 г. Представителями московской школы являются такие выдающиеся неврологи, как Г. И. Россолимо, В. А. Муратов, Л. С. Минор, Л. О. Даркшевич, М. С. Маргулис, Е. К. Сепп, А. М. Гринштейн, Н. И. Гращенков, Н. В. Коновалов, Н. К. Боголепов, Е. В. Шмидт и др.
Параллельно московской формировалась петербургская школа неврологов. Её основоположником считают И. П. Мержеевского (1838—1908). Представителями петербургской школы являются выдающиеся неврологи — В. М. Бехтерев, М. П. Жуковский, Л. В. Блюменау, М. И. Аствацатуров, Б. С. Дойников, М. П. Никитин, И. Я. Раздольский и др. Первая неврологическая клиника в Петербурге была организована в 1881 г. при медико-хирургической академии. Были созданы клиники при кафедрах нервных и психических болезней на медицинских факультетах университетов в Казани, Киеве, Харькове, Одессе и других городах, где также велась большая научная, педагогическая и лечебная работа. Однако ведущими оставались московская и петербургская школы. Главным в научных исследованиях московской школы было клинико-морфологическое направление, а петербургской — биолого-физиологическое.

## Неврология животных
Существует раздел неврологии, посвящённый нервным болезням животных. Неврология домашних животных активно развилась в последние 10 лет, в связи с большей доступностью средств визуализации (МРТ, КТ) в ветеринарии. Созданы МРТ и КТ-атласы животных разных видов, преимущественно, собак и кошек. За рубежом активно проводятся исследования, разрабатываются методики лечения, уточняются неврологические диагнозы. В России развитие ветеринарной неврологии осложнено объективно — малой доступностью дорогостоящей аппаратуры, субъективно,- нежеланием многих специалистов признать наличие у животных неврологических заболеваний.
В последние годы, благодаря появлению новых методов исследования, стала развиваться отрасль, названная ветеринарной психоневрологией, исследующая системные взаимосвязи между деятельностью нервной системы как единого целого и другими органами и системами. Однако, доказательной основы «ветеринарная психоневрология» не имеет, ввиду объективной невозможности адекватной обратной связи с пациентом (опроса пациента).